# Team Raleigh-GAC/Saison 2012
Dieser Artikel listet Erfolge und Fahrer des Radsportteams Team Raleigh-GAC in der Saison 2012 auf.

## Erfolge in der America Tour
| Datum    | Rennen                  | Kat. | Fahrer          |
| -------- | ----------------------- | ---- | --------------- |
| 23. März | 6. Etappe Vuelta Mexico | 2.2  | Daniel Holloway |

## Platzierungen in UCI-Ranglisten
| UCI Continental Circuit | Platz |
| ----------------------- | ----- |
| UCI America Tour 2012   | 31    |
| UCI Europe Tour 2012    | 100   |
| UCI Oceania Tour 2012   | 13    |

## Abgänge – Zugänge
| Zugänge            | Team 2011                            | Abgänge         | Team 2012              |
| ------------------ | ------------------------------------ | --------------- | ---------------------- |
| Evan Oliphant      | Endura Racing                        | Philip Mooney   | Jamis-Sutter Home      |
| Daniel Holloway    | Kelly Benefit Strategies-OptumHealth | Mathew Cronshaw | Node 4-Giordana Racing |
| Tobyn Horton       | Motorpoint                           | Richard Handley | Rapha Condor           |
| Graham Briggs      | Rapha Condor-Sharp                   | Dan Fleeman     | Karriereende           |
| Russell Hampton    | Sigma Sport-Specialized              | Matthew Gee     | Unbekannt              |
| Bernard Sulzberger | V Australia                          | Matthew Kipling | Unbekannt              |
| Simon Holt         | Candi TV-Marshalls Pasta RT (2009)   | Gaël Le Bellec  | Unbekannt              |
| Matthew Holmes     | Neoprofi                             | Ryan Parnes     | Unbekannt              |
| Brennan Townshend  | Neoprofi                             |                 |                        |

## Mannschaft
| Name               | Geburtsdatum      | Nationalität           |
| ------------------ | ----------------- | ---------------------- |
| Graham Briggs      | 14. Juli 1983     | Vereinigtes Königreich |
| Russell Hampton    | 23. Februar 1988  | Vereinigtes Königreich |
| Daniel Holloway    | 21. Mai 1987      | Vereinigte Staaten     |
| Matthew Holmes     | 8. Dezember 1993  | Vereinigtes Königreich |
| Liam Holohan       | 22. Februar 1988  | Vereinigtes Königreich |
| Simon Holt         | 5. April 1988     | Vereinigtes Königreich |
| Tobyn Horton       | 7. Oktober 1986   | Vereinigtes Königreich |
| Jeroen Janssen     | 13. Mai 1984      | Niederlande            |
| Evan Oliphant      | 8. Januar 1982    | Vereinigtes Königreich |
| James Sparling     | 28. Dezember 1984 | Kanada                 |
| Bernard Sulzberger | 5. Dezember 1983  | Australien             |
| Brennan Townshend  | 8. Juli 1993      | Vereinigtes Königreich |